# عالیجناب اوژن روگن
عالیجناب اوژن روگن (انگلیسی: Son Excellence Eugène Rougon) عنوان ششمین رمان از مجموعهٔ بیست جلدی چرخهٔ مشهور امیل زولا، نویسنده، روزنامه‌نگار و نمایش نامه نویس فرانسوی موسوم به روگن ماکار است، کتاب در سال ۱۸۷۶ در دورهٔ لی سیسل، قبل از اینکه به شکل کتاب منتشر شود به شکل پاورقی منتشر گردید، این کتاب زولا بعد از کتاب گناه کشیش موره نوشته شد. رمان به وسیلهٔ ماری نیل شروود و با عنوان کلوریندا به سال ۱۸۸۰ به انگلیسی برگردان شد، همچنین توسط کنوارد فیلیپ نیز با عنوان رمز و راز دادگاه لوئی ناپلئون در سال ۱۸۸۴ اقتباس و ترجمه گردید. در سال‌های ۱۸۹۷ و ۱۹۵۸ ترجمه‌های دیگری به انگلیسی از این کتاب انجام شد.